# Perigrapha nyctotimia
Perigrapha nyctotimia är en fjärilsart som beskrevs av Charles Boursin 1969. Perigrapha nyctotimia ingår i släktet Perigrapha och familjen nattflyn. Inga underarter finns listade i Catalogue of Life.